# Franz X. Bogner
Franz X. Bogner (* 1953 in Hirschau, Ortsteil Rödlas) ist ein deutscher Biologe, Didaktiker, Hochschullehrer, Fotograf und Sachbuchautor. Er war für zwei Jahrzehnte Leiter der Didaktik der Biologie an der Fakultät für Biologie, Chemie und Geowissenschaften der Universität Bayreuth und ist derzeit Geschäftsführer des Z-MNU (Zentrum zur Förderung des math.-naturwissenschaftlichen Unterrichts). Seine Forschungsthemen sind Lehr-Lern-Forschung (Umwelt, Ökologie, Biodiversität, Gesundheit, Computer im Unterricht, Lernen im Labor).

## Leben
Bogner studierte nach dem Abitur an einem humanistischen Gymnasium Biologie und Chemie in Münster und Regensburg. Nach dem 1. und 2. Staatsexamen für das Lehramt an Gymnasien lehrte er von 1980 bis 1996 als Studienrat und Oberstudienrat die Fächer Biologie, Chemie und Fotografie. 1987 erfolgte seine Promotion in Neurobiologie an der Universität Regensburg. Ein Postdoctoral Fellowship führte ihn anschließend bis 1991 an die Cornell University in die USA. Nach seiner Habilitation 1996 an der Ludwig-Maximilians-Universität München wurde er 1997 C4-Professor für Biologie und ihre Didaktik an der Pädagogischen Hochschule Ludwigsburg. 2004 folgte er dem Ruf auf den damals einzigen Biologie-Didaktik-Lehrstuhl Bayerns an die Universität Bayreuth, wo er seither Direktor des Zentrums zur Förderung des mathematisch-naturwissenschaftlichen Unterrichts (Z-MNU) sowie Gesamtprüfungs-Vorsitzender sämtlicher Lehramts-Studiengänge ist.
Bogner ist seit Anbeginn Leiter des Arbeitskreises Umweltbildung in der Gesellschaft für Ökologie (GfÖ) sowie der European Research in Didactics of Biology (ERIDOB). An der Universität Bayreuth richtete er drei Kongresse aus: 2007 für die Gesellschaft für Umweltpsychologie, 2009 für die Gesellschaft für Ökologie sowie 2011 für die Fachdidaktik der Biologiedidaktik. Zudem hielt er Vorträge und organisierte Fach-Symposia im Rahmen großer Kongresse.
Forschungsaufenthalte verbrachte er an der University of Cambridge, dem Weizman Institute sowie an der University of Arizona, wo er darüber hinaus seit 2018 Affiliate Research Scientist ist. Seit 2020 lehrt er als Gastprofessor an der Universidad de Ciencias Pedagógicas in Havanna (UCP).

## Forschungsschwerpunkte
Ein Forschungsschwerpunkt Bogners liegt im Gebiet der Umweltbildung. Seine Habilitationsarbeit wurde bereits mehr als 850 Mal zitiert und das dabei entwickelte Modell wird inzwischen in 33 Sprachen eingesetzt. Das derzeitige Environmental Literacy Modell bezieht seine wesentlichen Säulen daraus. Ein weiterer Schwerpunkt ist der MINT-Unterricht. Hier ist/war er Sprecher und Initiator von sechs großen, jeweils dreijährigen EU-Horizon2020-Projekten mit bis zu 25 Partnerinstitutionen aus Europa, den USA, Japan und Australien. Unter dem Dach der Scientific Literacy sind seine Forschungsthemen die theoretisch fundierte Einbindung von E-Learning, Augmented Reality (AR), Virtual Reality (VR), Citizen Science und/oder RRI (Responsible Research Interactions) in den innovativen MINT-Fachunterricht, jeweils in enger Kooperation mit fachwissenschaftlichen Front-Themen. Alle Forschungsthemen wurden zudem immer zeitnah über innovative Lehrerfortbildungen in den Schulalltag multipliziert. Seine Forschungsarbeiten sind inzwischen mehr als 12.000 Mal zitiert, bei einem für die Fachdidaktik unerreichten h-Index über 50.
Bogners wichtigster Beitrag zum Fachdidaktik-Forschung ist die Formulierung des 2-MEV-Modells (MEV = Major Environmental Values) (Bogner & Wilhelm, 1996; Bogner & Wiseman, 1997; 1999; 2002; Bogner et al. 2000; Wiseman & Bogner, 2003), das als erstes einfach handhabbares Messinstrument speziell für Jugendliche entwickelt wurde. Einstellungen wurden auf Präferenzen für Naturschutz (PRE) und für Natur(aus)nutzung (UTL) reduziert, wobei erstere ein ökozentrisches Denken mit einem Leben in Harmonie mit der Natur abbilden und auf konsequenten Umweltschutz setzen. Natur an sich hat darin einen eigenen, ganzheitlichen Wert, der durchaus höher als die bloße Summe der Einzelteile ausfällt; Mensch und Natur sollen gleichberechtigt sein. Naturausnutzung dagegen bildet anthropozentrisches Denken ab (z. B. Dunlap & van Liere, 1978) und spiegelt traditionelle Werte unserer Gesellschaft wider. Aus dieser Perspektive gilt Natur als schier unerschöpfliche Quelle, die von Menschen genutzt und ausgenutzt werden kann. Dieses 2-MEV-Modell hat sich inzwischen weltweit durchgesetzt und wurde in 33 Sprachen übersetzt.
Es ist mehrmals unabhängig bestätigt worden (z. B. Milfont & Duckitt, 2004; Johnson & Manoli, 2008; Boeve-de Pauw &van Petegem, 2011; Borchers et al., 2013). Die weltweite Nutzung des 2-MEV-Modells mündete beispielsweise in einer US-Studie auf der Basis von 10500 Schülern, die über einen Zeitraum von acht Jahren eine hohe Stabilität der beiden Werte zeigen konnte (Bogner et al., 2015; Schneller et al., 2015).

## Luftbildfotografie
Als Luftbildfotograf veröffentlichte Bogner inzwischen 60 Luftbildbände unter der „Kultur & Natur“-Dachmarke. Bisherige Titel umfassen Themen aus Deutschland, Österreich, Griechenland, England, der USA sowie Ecuador. Markenzeichen sind dabei gut 250 emotionale Luftbilder, wobei es sein Ziel ist, den Lesern die Natur nahezubringen und sie dabei von einem konsequenten, nachhaltigen Naturschutz zu überzeugen.

## Auszeichnungen
- 2023: US-NARST-Award (US-MINT-Forschungspreis) der National Association of Science Teaching[3]
- 2024: Emeritus of Honour der Universität Bayreuth[4]

## Publikationen (Auswahl)

### Wissenschaftliche Publikationen
- The influence of short-term outdoor ecology education on long-term variables of environmental perspective. In: The Journal of environmental education 29 (4), 1998, S. 17–29, doi:10.1080/00958969809599124
- mit FG. Kaiser, G. Hübner: Contrasting the Theory of Planned Behavior With the Value‐Belief‐Norm Model in Explaining Conservation Behavior. In: Journal of applied social psychology 35 (10), 2006, S. 2150–2170, doi:10.1111/j.1559-1816.2005.tb02213.x
- mit FG Kaiser, B Oerke: Behavior-based environmental attitude: Development of an instrument for adolescents. In: Journal of environmental psychology 27 (3), 2007, S. 242–251, doi:10.1016/j.jenvp.2007.06.004
- mit AK Liefländer, G Fröhlich, PW Schultz: Promoting connectedness with nature through environmental education. In: Environmental education research 19 (3), 2012, S. 370–384, doi:10.1080/13504622.2012.697545
- mit N Roczen, FG Kaiser, M Wilson: A competence model for environmental education. In: Environment and Behavior 46 (8), 2013, S. 972–992, doi:10.1177/0013916513492416
- mit Jörg Bendix, Erwin Beck:  Biodiversity Hotspot - Tropical Mountain Rainforest. NCI, Loja, EQ, 2016, ISBN 978-9-94214-538-3.

- mit Erwin Beck: Biodiversity Hotspot. In: Tropical Seasonal Dry Forest. NCI, Loja, EQ, 2024, ISBN 978-3-9820261-4-5.

### Luftbildbände
- Im Tal der Schwarzen Laber. Pustet, Regensburg 1999, ISBN 3-7917-1673-5.
- Im Tal von Vils und Lauterach. Pustet, Regensburg 2001, ISBN 3-7917-1755-3.
- Im Urdonautal der Altmühl. Tümmels, Nürnberg 2001, ISBN 3-921590-88-4.
- Das Tal der Uraltmühl. Tümmels, Nürnberg 2003, ISBN 3-921590-98-1.
- Die Naab – mit Waldnaab, Fichtelnaab, Haidenaab. Pustet, Regensburg 2004, ISBN 3-7917-1915-7.
- Das Land des Neckars. Thorbecke, Ostfildern 2005, ISBN 3-7995-0152-5.
- Der Obermain. Luftbildportrait zwischen Bayreuth und Bamberg. Ellwanger, Bayreuth 2006, ISBN 3-925361-57-X.
- Rednitz und Regnitz. Luftbildreise von Weißenburg bis Bamberg. Verlag Fränkischer Tag, Bamberg 2007, ISBN 978-3-936897-47-0.
- Der Regen. Eine Luftbildreise vom Arber bis Regensburg. Pustet, Regensburg 2007, ISBN 978-3-7917-2054-8.
- Mainfranken – Maindreieck und Mainviereck. Stürtz, Würzburg 2007, ISBN 978-3-8003-1791-2.
- Die Fränkische Schweiz im Luftbildportrait. Ellwanger, Bayreuth 2007, ISBN 978-3-925361-62-3.
- Die Donau aus der Luft. Von der Quelle bis Passau. Rosenheimer Verlag, Rosenheim 2008, ISBN 978-3-475-53877-3.
- Franken aus der Luft. Stürtz, Würzburg 2008, ISBN 978-3-8003-1913-8.
- Die Isar aus der Luft. Rosenheimer, Rosenheim 2008, ISBN 978-3-475-53969-5.
- Das Fichtelgebirge im Luftbildportrait. Ellwanger, Bayreuth, 2008, ISBN 978-3-925361-68-5.
- Ammer und Amper: Portrait einer Flusslandschaft. Bayerland, Dachau 2009, ISBN 978-3-89251-402-2.
- Bayern aus der Luft. Stürtz, Würzburg 2009, ISBN 978-3-8003-4014-9.
- Allgäu und Iller aus der Luft. Theiss, Stuttgart 2009, ISBN 978-3-8062-2236-4.
- Bodensee aus der Luft. Stürtz, Würzburg 2009, ISBN 978-3-8003-4035-4.
- Die Pegnitz im Luftbildportrait. Ellwanger, Bayreuth 2009, ISBN 978-3-925361-74-6.
- Die Oberpfalz aus der Luft. Pustet, Regensburg 2010, ISBN 978-3-7917-2249-8.
- Der Lech aus der Luft: Portrait einer Flusslandschaft. Bayerland, Dachau 2010, ISBN 978-3-89251-413-8.
- Reise durch Oberbayern aus der Luft. Stürtz, Würzburg 2010, ISBN 978-3-8003-4094-1.
- mit G. Pildis: Lake of Ioannina (Limni Pamvotis). 2010, ISBN 978-960-233-199-6.
- Niederbayern aus der Luft. Pustet, Regensburg 2010, ISBN 978-3-7917-2276-4.
- Das Mittelrheintal aus der Luft. Theiss, Stuttgart 2011, ISBN 978-3-8062-2328-6.
- Die deutschen Alpen aus der Luft. Rosenheimer, Rosenheim 2011, ISBN 978-3-475-54075-2.
- Fünfseenland aus der Luft. Bayerland, Dachau 2011, ISBN 978-3-89251-425-1.
- Oberfranken aus der Luft. Ellwanger, Bayreuth 2011, ISBN 978-3-925361-95-1.
- Bayerischer Wald und Böhmerwald aus der Luft. Ed. Lichtland, Freyung 2011, ISBN 978-3-942509-06-0.
- Reise durch Württemberg aus der Luft. Stürtz, Würzburg 2011, ISBN 978-3-8003-4137-5.
- Starnberger See und die Würm aus der Luft. Bayerland, Dachau 2012, ISBN 978-3-89251-433-6.
- Tirol aus der Luft. Tyrolia-Verlag, Innsbruck/Wien 2012, ISBN 978-3-7022-3214-6.
- Vorarlberg aus der Luft.  Tyrolia-Verlag, Innsbruck/Wien 2012, ISBN 978-3-7022-3215-3.
- Die Hallertau aus der Luft. Bayerland, Dachau 2013, ISBN 978-3-89251-439-8.
- Reise durch Rheinland-Pfalz aus der Luft. Stürtz, Würzburg 2013, ISBN 978-3-8003-4168-9.
- Der Gäuboden aus der Luft. Attenkofer, Straubing 2014, ISBN 978-3-942742-20-7.
- Die sieben Seen des Oberlandes aus der Luft. Bayerland, Dachau 2014, ISBN 978-3-89251-455-8.
- Die Saale aus der Luft. Sutton, Erfurt 2014, ISBN 978-3-95400-371-6.
- Die Schwarze Laber aus der Luft. Verlag Stiftung Schwarze Laber, Parsberg 2014, ISBN 978-3-00-047433-0.
- mit S. Tomkin: The Cam: An Aerial-Portrait of the Cambridge River. Labor Foundation, 2015, ISBN 978-0-9932642-0-7.
- Die Straße der Romanik. Ein Porträt aus der Luft. Mitteldeutscher Verlag, 2015, ISBN 978-3-95462-449-2.
- Donaumoos aus der Luft. Bayerland, Dachau 2015, ISBN 978-3-89251-468-8.
- Das Erzgebirge von oben. Entdeckungen zwischen Freiberg und Klingenthal. Sutton, Erfurt 2015, ISBN 978-3-95400-589-5.
- Das Herzogtum Straubing-Holland aus der Luft. Attenkofer, Straubing 2015, ISBN 978-3-942742-55-9.
- Das Vogtland aus der Luft. Grüne Hügel, trutzige Burgen und spektakuläre Brücken neu entdeckt. Sutton, Erfurt 2016, ISBN 978-3-95400-739-4.
- Die Romantische Straße von oben. Eine Traumreise von Würzburg nach Füssen. Sutton, Erfurt 2016, ISBN 978-3-95400-731-8.
- Der Thüringer Wald aus der Luft. Sutton, Erfurt 2016, ISBN 978-3-95400-740-0.
- München von oben. Attenkofer, Straubing 2016, ISBN 978-3-942742-76-4.
- Das Saarland von oben. Sutton, Erfurt 2016, ISBN 978-3-95400-730-1.
- mit Andrew N. Ash: The Lumber River: Environment, Culture and Ecology. Lulu NC, 2017, ISBN 978-1-4834-6412-1.
- Der Landkreis Straubing-Bogen aus der Luft. Attenkofer, Straubing 2018, ISBN 978-3-947029-01-3.
- Naturpark Altmühltal aus der Luft. Verlag: Stiftung Schwarze Laber, 2018, ISBN 978-3-9820261-0-7.
- Amberg und Sulzbach. Stadt und Landkreis aus der Luft. 2019, ISBN 978-3-95587-066-9.
- Der Landkreis Cham aus der Luft. Attenkofer, Straubing 2019, ISBN 978-3-947029-17-4.
- Das Tal der Fulda aus der Luft. Michael Imhof Verlag, Petersberg 2019, ISBN 978-3-7319-0884-5.
- Die Havel von oben. Verlag Bild und Heimat, Berlin 2022, ISBN 978-3-95958-318-3.
- Die Ybbs von Oben. Vom Dürrenstein durch das Mostviertel zur Donau.  Edition Winkler-Hermaden, Schleinbach 2023, ISBN 978-3-9505166-6-1.
- NAAB aus der Luft. Mit Waldnaab, Fichtelnaab, Haidenaab. Parsberg 2024, ISBN 978-3-9820261-2-1.
- Schatzkammer der Oberen Pfalz. Grüner Truppenübungsplatz Hohenfels. Parsberg 2024, ISBN 978-3-9820261-0-7.
- Schatzkammer der Oberen Pfalz. Massenrichter Heimatspuren. Parsberg 2024, ISBN 978-3-9820261-6-9.